# Auchindrean
Auchindrean  is een afgelegen dorp dat ligt op zuidelijke oever van Loch Broom in Ross and Cromarty in de Schotse Hooglanden.